# C'était tous les jours tempête
 (juillet 2022).
Si vous disposez d'ouvrages ou d'articles de référence ou si vous connaissez des sites web de qualité traitant du thème abordé ici, merci de compléter l'article en donnant les références utiles à sa vérifiabilité et en les liant à la section « Notes et références ».
Pour les articles homonymes, voir Tempête (homonymie).
C'était tous les jours tempête est un roman épistolaire de Jérôme Garcin paru en 2001.

## Résumé
Le livre s’ouvre sur une citation de Stendhal à laquelle il doit son titre : « Chez cet être singulier, c’était tous les jours tempête. »
C'était tous les jours tempête est une évocation à la première personne de la vie d’Hérault de Séchelles, acteur important, mais souvent oublié, de la Révolution française. Aux derniers jours de vie, en 1794, il est emprisonné, condamné à la guillotine et médite sur son parcours et ses idées dans des courriers adressés à des femmes qui ont joué un rôle dans sa vie.
Ce jeune aristocrate séduisant choisit la révolution par rejet de sa famille, de noblesse de robe. Il vote la mort du Roi, devient procureur de la République. Sa verve lui vaut un grand succès parmi les femmes. Il participe à la rédaction de la Déclaration des Droits de l’Homme, dirige une répression féroce pendant la terreur à Grenoble et se fait de nombreux ennemis, dont Saint-Just, qui obtiendra sa tête.
Hérault de Séchelles est aussi l’auteur d’une des principales descriptions de Buffon, à Montbard, où il lui a rendu visite.

## Éléments autobiographiques
Si le récit ne comporte pas d'erreur historique importante, il reprend des thèmes importants dans l'œuvre et la vie de Jérôme Garcin, comme les aspirations littéraires (le style de Buffon), les leçons d’éloquence (prises auprès de la Clairon du Théâtre français) ou le cheval.